# Drugi rząd Angeli Merkel
Drugi rząd Angeli Merkel (niem. Kabinett Merkel II) – rząd niemiecki utworzony w wyniku wyborów parlamentarnych 2009, w których po raz pierwszy od 1994 bezwzględną większość uzyskały ugrupowania chadeckie (CDU, CSU) i liberałowie (FDP). W odróżnieniu od pierwszego rządu Angeli Merkel, w którym zasiadali przedstawiciele dwóch największych ugrupowań na scenie politycznej (CDU–CSU i SPD), był to centroprawicowy rząd tzw. małej koalicji czarno-żółtej (schwarz–gelb). Skład gabinetu został ogłoszony 23/24 października 2009, zaprzysiężenie rządu nastąpiło 28 października 2009.

## Skład rządu
| Imię i nazwisko                    | Funkcja                                                          | Partia | Partia                            | Czas pełnienia funkcji    | Czas pełnienia funkcji |
| Imię i nazwisko                    | Funkcja                                                          | Partia | Partia                            | Od                        | Do                     |
| ---------------------------------- | ---------------------------------------------------------------- | ------ | --------------------------------- | ------------------------- | ---------------------- |
| Angela Merkel                      | Kanclerz federalny                                               |        | Unia Chrześcijańsko-Demokratyczna | 28 października 2009(dts) | 17 grudnia 2013(dts)   |
| Guido Westerwelle                  | Wicekanclerz                                                     |        | Wolna Partia Demokratyczna        | 28 października 2009(dts) | 18 maja 2011(dts)      |
| Philipp Rösler                     | Wicekanclerz                                                     |        | Wolna Partia Demokratyczna        | 18 maja 2011(dts)         | 17 grudnia 2013(dts)   |
| Guido Westerwelle                  | Minister spraw zagranicznych                                     |        | Wolna Partia Demokratyczna        | 28 października 2009(dts) | 17 grudnia 2013(dts)   |
| Thomas de Maizière                 | Minister spraw wewnętrznych                                      |        | Unia Chrześcijańsko-Demokratyczna | 28 października 2009(dts) | 3 marca 2011(dts)      |
| Hans-Peter Friedrich               | Minister spraw wewnętrznych                                      |        | Unia Chrześcijańsko-Społeczna     | 3 marca 2011(dts)         | 17 grudnia 2013(dts)   |
| Sabine Leutheusser-Schnarrenberger | Minister sprawiedliwości                                         |        | Wolna Partia Demokratyczna        | 28 października 2009(dts) | 17 grudnia 2013(dts)   |
| Wolfgang Schäuble                  | Minister finansów                                                |        | Unia Chrześcijańsko-Demokratyczna | 28 października 2009(dts) | 17 grudnia 2013(dts)   |
| Ilse Aigner                        | Minister wyżywienia, rolnictwa i ochrony konsumentów             |        | Unia Chrześcijańsko-Społeczna     | 28 października 2009(dts) | 30 września 2013(dts)  |
| Franz Josef Jung                   | Minister pracy i spraw społecznych                               |        | Unia Chrześcijańsko-Demokratyczna | 28 października 2009(dts) | 27 listopada 2009(dts) |
| Ursula von der Leyen               | Minister pracy i spraw społecznych                               |        | Unia Chrześcijańsko-Demokratyczna | 30 listopada 2009(dts)    | 17 grudnia 2013(dts)   |
| Karl-Theodor zu Guttenberg         | Minister obrony                                                  |        | Unia Chrześcijańsko-Społeczna     | 28 października 2009(dts) | 3 marca 2011(dts)      |
| Thomas de Maizière                 | Minister obrony                                                  |        | Unia Chrześcijańsko-Demokratyczna | 3 marca 2011(dts)         | 17 grudnia 2013(dts)   |
| Ursula von der Leyen               | Minister rodziny, osób starszych, kobiet i młodzieży             |        | Unia Chrześcijańsko-Demokratyczna | 28 października 2009(dts) | 30 listopada 2009(dts) |
| Kristina Köhler                    | Minister rodziny, osób starszych, kobiet i młodzieży             |        | Unia Chrześcijańsko-Demokratyczna | 30 listopada 2009(dts)    | 17 grudnia 2013(dts)   |
| Philipp Rösler                     | Minister zdrowia                                                 |        | Wolna Partia Demokratyczna        | 28 października 2009(dts) | 12 maja 2011(dts)      |
| Daniel Bahr                        | Minister zdrowia                                                 |        | Wolna Partia Demokratyczna        | 12 maja 2011(dts)         | 17 grudnia 2013(dts)   |
| Peter Ramsauer                     | Minister transportu, budownictwa i rozwoju miast                 |        | Unia Chrześcijańsko-Społeczna     | 28 października 2009(dts) | 17 grudnia 2013(dts)   |
| Norbert Röttgen                    | Minister środowiska, ochrony przyrody i bezpieczeństwa reaktorów |        | Unia Chrześcijańsko-Demokratyczna | 28 października 2009(dts) | 22 maja 2012(dts)      |
| Peter Altmaier                     | Minister środowiska, ochrony przyrody i bezpieczeństwa reaktorów |        | Unia Chrześcijańsko-Demokratyczna | 22 maja 2012(dts)         | 17 grudnia 2013(dts)   |
| Annette Schavan                    | Minister oświaty i badań naukowych                               |        | Unia Chrześcijańsko-Demokratyczna | 28 października 2009(dts) | 14 lutego 2013(dts)    |
| Johanna Wanka                      | Minister oświaty i badań naukowych                               |        | Unia Chrześcijańsko-Demokratyczna | 14 lutego 2013(dts)       | 17 grudnia 2013(dts)   |
| Dirk Niebel                        | Minister ds. współpracy gospodarczej i rozwoju                   |        | Wolna Partia Demokratyczna        | 28 października 2009(dts) | 17 grudnia 2013(dts)   |
| Ronald Pofalla                     | Minister do specjalnych poruczeń                                 |        | Unia Chrześcijańsko-Demokratyczna | 28 października 2009(dts) | 17 grudnia 2013(dts)   |
| Ronald Pofalla                     | Szef Urzędu Kanclerza Federalnego                                |        | Unia Chrześcijańsko-Demokratyczna | 28 października 2009(dts) | 17 grudnia 2013(dts)   |